# Paleobotanica

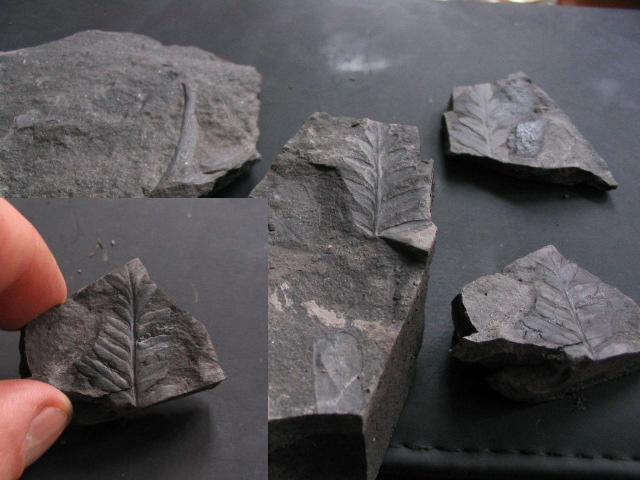

La paleobotanica (dal greco παλαιός, "antico", e βοτάνη, "pianta", quindi "scienza relativa alle piante antiche") è la disciplina che si occupa dello studio delle alghe e delle piante fossili presenti nei sedimenti; costituisce una branca della paleontologia. Risulta fondamentale per la ricostruzione degli ecosistemi ancestrali e per gli studi riguardanti l'evoluzione delle piante, oltre ad essere un valido supporto alle ricerche sulle variazioni climatiche.
In maniera analoga si applica ai contesti antropici, sotto il nome di archeobotanica, contribuendo alla ricostruzione del paesaggio ed individuando l'uso tecnologico, economico e alimentare delle piante da parte dell'uomo nel passato.
Per identificare vari tipi di resti vegetali, si avvale di numerose sottodiscipline: antracologia, analisi dei fitoliti, foglie e cuticoli, paleocarpologia, palinologia,  scienza strettamente che si occupa dello studio del polline e delle spore attuali e fossili.
La paleobotanica è importante per la ricostruzione degli ecosistemi e dei climi fossili ed è fondamentale per lo studio dell'evoluzione delle piante.
Le indagini si concentrano sui cambiamenti nella vegetazione (in rapporto al clima e alla situazione ambientale) e sull'analisi degli interventi umani sull'ambiente, facendo particolare attenzione alla dieta e all'economia.
Questi approcci vengono definiti rispettivamente ecologico ed etnologico. Nei primi lavori condotti da botanici su materiale vegetale antico, si è data particolare attenzione allo sviluppo delle specie nel tempo e nello spazio. Viene preso in considerazione la distribuzione regionale delle piante o il loro apparire ed estinguersi nei vari contesti fitogeografici. L'interesse è esteso anche all'introduzione dell'agricoltura e alla diffusione delle specie coltivate.

## Storia della disciplina, Storia delle ricerche archeobotaniche in Italia
Lo studio di resti vegetali recuperati in contesti archeologici iniziò a diffondersi a partire dal XIX secolo con Karl Sigismund Kunth, che si interessò dei resti vegetali ritrovati in Egitto (Kunt, 1826), e con Oswald Heer il quale si occupò invece dei resti vegetali provenienti dagli insediamenti palafitticoli delle zone umide perilacustri in Svizzera (Heer, 1866). Assieme a loro importante fu la figura di A. de Candolle, che lavorò sulle origini delle specie vegetali (de Candolle, 1883), e dei due studiosi Georg Buschan e John William Harshberger  e, che si occuparono dei resti vegetali connessi con l'attività antropica (Etnobotanica), riassumendo nel loro lavoro tutti gli studi precedenti (Buschan, 1895; Harshberger, 1896).
La disciplina Archeobotanica vera e propria nacque intorno agli anni ‘60, in particolare con il lavoro del danese Hans Helbæk (1971) che si occupò dello studio dei resti vegetali recuperati sia in contesti archeologici europei che in numerosi insediamenti del Vicino Oriente.
L'Archeobotanica si è diffusa successivamente grazie a numerosi studiosi, principalmente europei, come l'olandese Willem van Zeist,   la polacca K. Wasylikova, la tedesca Hopf e molti altri che a partire dal 1968 hanno dato vita all'I.W.G.P.
Una studiosa inglese molto impegnata come J.M. Renfrew ha dedicato tra i primi un intero libro alla Paletnobotanica (Renfrew, 1973).

## Inquadramento della disciplina tra le scienza naturali e l'archeologia

### Dati naturali
- Paesaggio - Ambiente
- Diffusione delle Specie
- Clima
- Datazione e Cronologia

### Dati antropici
- Azione dell'Uomo sul suo ambiente
- Diffusione della Specie
- Sfruttamento dei vegetali nella vita quotidiana
- Alimentazione
- Pratiche agricole
- Elementi architettonici
- Rituali
- Scambi - Commerci

## Resti vegetali, processi di fossilizzazione e conservazione
Esaminiamo ora come si muove l'Archeobotanica in un contesto archeologico: nel recupero dei resti procede tramite il campionamento, la setacciatura e la selezione dei resti vegetali; nel frattempo è fondamentale avere una collezione botanica di riferimento ed eseguire un rilievo della vegetazione, al fine di comprendere quali specie sono tipiche di quel territorio. Dopo un'accurata selezione, si passa alla determinazione dei resti vegetali, in seguito alla quale però il materiale tende a rovinarsi e per questo motivo, deve essere conservato in modo adeguato. Si continua analizzando statisticamente i campioni e cercando di interpretare i dati, attraverso anche il confronto con altre discipline quali, la Palinologia (studio del polline nel sedimento), la Citogenetica (ramo della genetica che studia le strutture cellulari), la Fitogeografia e le informazioni provenienti dai testi antichi; l'attenzione sarà rivolta alla comprensione dell'antica vegetazione naturale e quindi dell'economia vegetale.
Il campionamento si è uno strumento fondamentale per l'Archeobotanica, si tratta di una tecnica attraverso la quale l'area di uno scavo, è suddivisa in una serie di quadrati che formano una griglia comprendente le diverse situazioni (buche di conservazione, sepolture, focolari, zona di lavorazione etc...); ogni singolo quadrato è a sua volta diviso da una quadrettatura, in modo da raccogliere una serie di campioni per ogni singola situazione.
L'Antracologia è lo studio dei carboni rinvenuti nel sedimento di uno scavo archeologico; l'assemblaggio antracologico sarà, dunque, l'insieme dei resti lignei relativi ad un determinato contesto.

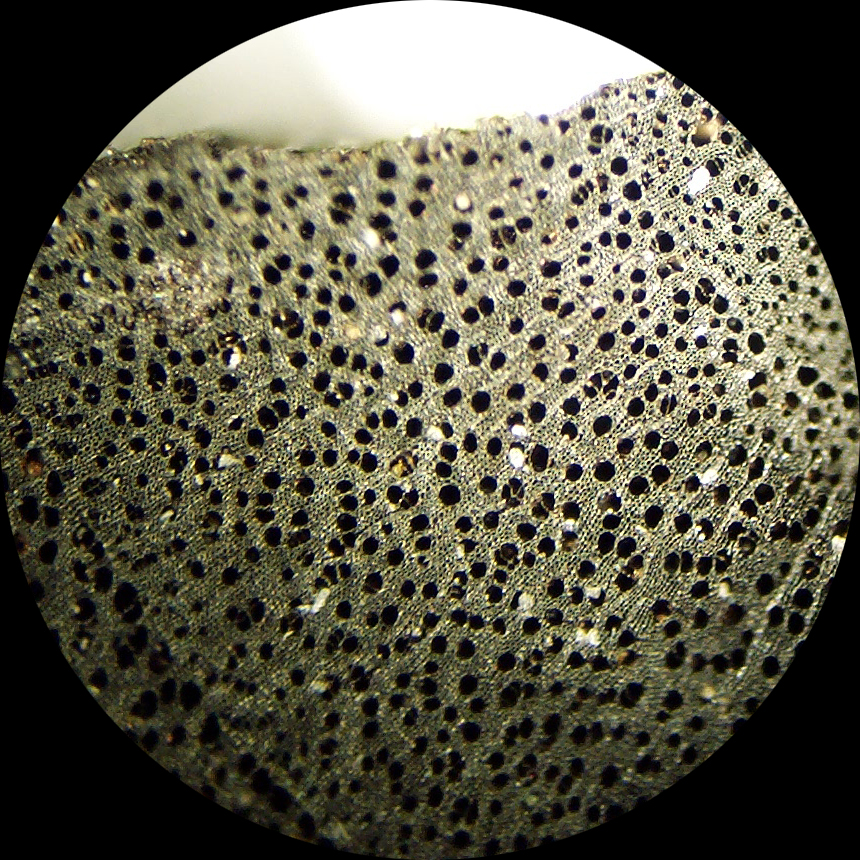
Foto al microscopio di un carbone di legna

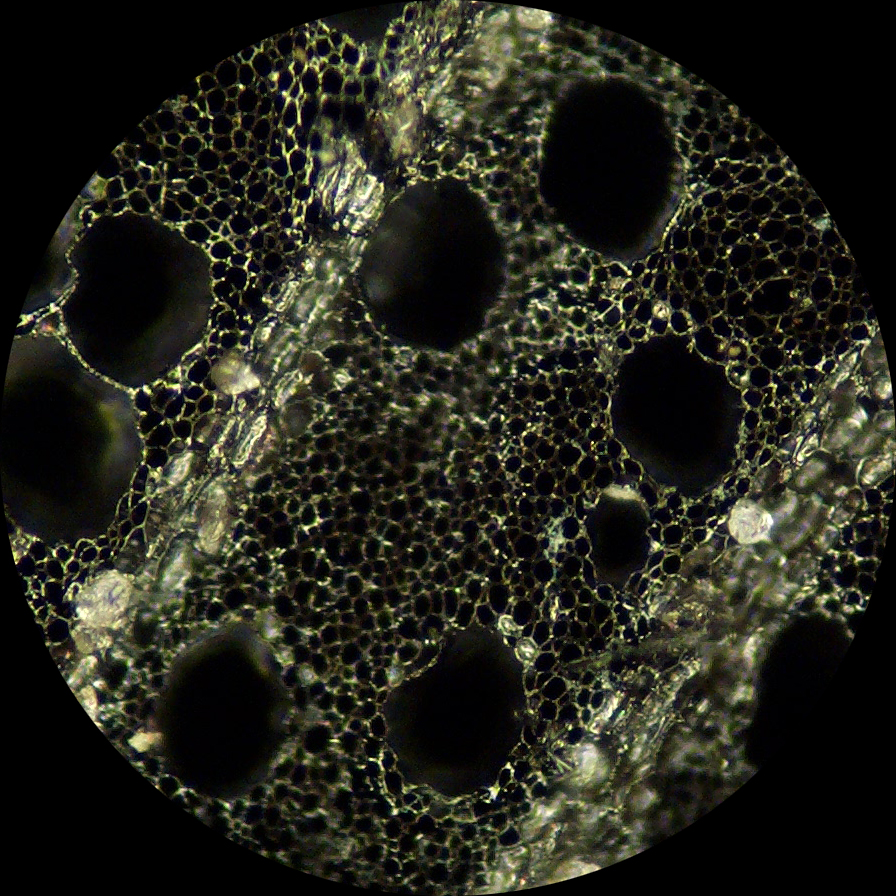
Foto al microspcopio di un carbone di legna a un maggiore ingrandimento

I resti carbonizzati presenti in tale situazione, possono provenire da legno vivo al momento dell'incendio, o dal taglio effettuato appositamente per la combustione di un focolare, o da legno morto e quindi trasportato, ad esempio da corsi d'acqua o piaggiato, usato solo in un secondo momento per focolari, oppure accidentalmente incendiatosi.
Ovviamente, l'utilizzo dell'uno o dell'altro tipo, è facilmente riconoscibile in quanto, nel caso del legno vivo, il contenuto maggiore d'umidita provocherà delle esplosioni e quindi delle deformazioni, visibili sul carbone; nel caso del legno morto diversi fattori potranno indicarci la sua provenienza:
- Il legno piaggiato dopo la combustione presenta tracce d'elementi salini e gallerie di microrganismi.
- Il legno trasportato, a volte, risulta difficilmente riconoscibile. Nel caso però che si riscontrino tracce di funghi o parassiti si potrebbe ipotizzare che il legno sia stato raccolto nel sottobosco (Tanatocenesi), oppure se il nostro campione, molti carboni, fanno riferimento ad una particolare specie che cresce solo lungo corsi d'acqua si potrebbe pensare ad un trasporto avvenuto tramite un fiume o un torrente.
- Il legno riutilizzato, non lascia tracce dell'utilizzo. Sappiamo però che esso è una struttura elastica, se viene combusto al momento di una compressione, le modificazioni anatomiche, prodotte da tale forza, si conserveranno sotto forma di micro-defomazioni.

Vediamo, ora, come può avvenire la carbonizzazione: in generale gli incendi o i focolari producono carbone, con l'accumulo entrano poi a far parte del deposito archeologico, ma come possiamo distinguere per esempio gli incendi naturali da quelli causati dall'uomo?
- Gli incendi naturali solitamente sono lontani dall'insediamento, ma il carbone può accidentalmente essere trasportato all'interno, in tal caso presenterà caratteristiche visibili come la fluitazione (sistema di trasporto del legname affidandolo in tronchi alla corrente di un fiume).
- Gli incendi causati dall'uomo sono legati a strategie di caccia o disboscamento in relazione alle pratiche agricole, ma la distinzione, rispetto al precedente, è pressoché impossibile poiché le modifiche indotte al legno, successivamente, sono le stesse.

Per ciò che riguarda, invece, i focolari domestici e quelli artigianali il discorso è diverso: entrambi producono come risultato la carbonizzazione, ma essi si possono distinguere in relazione alla capacità di produrre calore e alla quantità di combustibile utilizzato, ed anche dalla presenza di scorie metalliche.
Per un forno artigianale il combustibile utilizzato, deve avere, come caratteristica principale, la capacità di raggiungere alte temperature per tempi abbastanza lunghi; ciò non dipende solo dalla specie utilizzata, ma anche dal contenuto d'umidità del legname.
La quantità, inoltre, è indice di distinzione in quanto, nel caso in cui bisognerà, ad esempio, fondere dei metalli, occorrerà una quantità maggiore di combustibile; c'è da aggiungere anche il fatto che, quando il metallo è a stretto contatto con la fonte di calore, esso lascia sul carbone delle tracce di minerali facilmente riconoscibili.
Dobbiamo anche tenere conto che, sul deposito archeologico (di conseguenza sul nostro “assemblaggio antracologico”), in quanto sistema aperto, agiscono molteplici fattori con l'azione meccanica, la tafonomia (studio degli organismi animali e vegetali penetrati da vivi o inclusi al momento della loro morte nella crosta terrestre) e le stesse modalità di recupero.
- Le azioni meccaniche, come ad esempio il calpestio, portano alla distruzione del carbone e riducono la capacità d'informazione del dato.
- La tafonomia può cambiare di molto le cose, come anche le modalità di recupero: lo scavo è distruzione, il campionamento che si effettua è solo parziale ed, inoltre, lo stesso atto del recupero, produce un'azione meccanica (la setacciatura, utile per un verso nel recupero di materiale come semi e frutti, è distruttiva per i piccoli frammenti di carbone).

Vediamo come si recuperano i resti antracologici sullo scavo: esistono delle schede appositamente create per i resti di carbone campionati, esse presentano dati in relazione alla stratigrafia ma, anche, all'ambiente (morfologia del territorio, elementi naturali etc...). Raccolto dunque il materiale, si disegna la quadrettatura, si definisce l'U.S., si setaccia e poi si utilizzano i resti per datare direttamente l'insediamento (tramite il C14) oppure si esaminano al microscopio per la determinazione della specie.
I contesti archeologici in cui è frequente il ritrovamento di resti vegetali sono: i silos, le sepolture, i focolari.
- Il Silo è una struttura sotterranea di conservazione dei cereali, avente una tipica forma a campana e pareti intonacate per l'impermeabilizzazione; esso costituisce un ambiente particolare poiché, l'uomo ha cercato di renderlo anaerobico, utilizzando varie tecniche: dopo la sua chiusura, infatti, è necessario accendere un fuoco sul tappo di paglia, in modo da sottrarre ossigeno all'interno, e coprirlo poi con della terra (ciò sarà testimoniato, durante lo scavo, dalla presenza di carboni in superficie). Nel caso in cui non si fosse utilizzata questa tecnica, l'ossigeno avrebbe ben presto consumato dagli stessi semi, che germineranno a contatto con le pareti; in tal caso, non vi saranno i carboni in superficie, e sarà necessario un campionamento verticale (in modo da determinare la variazione di composizione delle tecniche d'immagazzinamento) ed un altro ad anelli circolari (che in pratica, vada dal centro alle pareti). Nello stesso silo può accadere, anche, di trovare associati diversi cereali: si può pensare, dunque, ad una coltivazione mista oppure, ad un particolare sistema d'immagazzinamento (nel Medioevo, per esempio, si usava conservare le cariossidi d'orzo insieme con quelle del miglio, in modo da ridurre gli spazi tra una cariosside e l'altra).
- Nel caso delle sepolture possiamo a volte notare come, attorno alla tomba, si concentri un'area di materiale organico nella maggior parte dei casi questo fenomeno si addebita alla presenza di cassoni dì legno al momento della sepoltura. Molto più semplicemente, potrebbe trattarsi di residui di piante bruciate, crescite grazie all'umidità del terriccio, a contatto con le lastre di pietra (in tal caso nel corso dello scavo dovremmo trovare traccia delle loro radici). Nel caso in cui vi fosse effettivamente, stata la cassa di legno, si sarebbero notate tracce della sua mineralizzazione (anche se la combustione non è avvenuta). Nella ricostruzione degli eventi in contesti tombali, le analisi polliniche si dimostrano molto utili: si possono, infatti, distinguere i pollini provenienti dall'esterno, entrati durante la deposizione, quelli delle piante incluse nel corredo, quelli della fase post-deposizionale ecc. È così possibile registrare diversi momenti, l'importante è distinguerli cronologicamente (ciò vale anche per i semi non solo per i pollini). Osservare il contesto è importante, come anche una campionatura puntuale d'ogni sepoltura, annotando gli elementi d'associazione, in modo da interpretare il nostro micro-campione.
- II focolare è la prima struttura in cui si forma l'assemblaggio antracologico, esso è uno strumento pirotecnico, legato a particolari aspetti della vita quotidiana. Possiamo distinguerne, in base all'uso che se ne faccia, due tipi, quello domestico e quello artigianale. Per comprendere la formazione dell'assemblaggio all'interno di un focolare, dobbiamo soffermarci su alcuni punti fondamentali, quali il combustibile, il funzionamento, la scelta del supporto e l'utilizzazione.

	Il focolare domestico: teniamo conto del fatto che, in un focolare, il combustibile usato potrebbe non essere di natura vegetale, la dove il legno non era presente si utilizzavano le ossa, oppure le deiezioni degli animali; nei periodi più freddi della preistoria si è usata la lignite, un particolare tipo di carbon fossile (questo di ritrovamenti, può darci delle utili informazioni climatiche). Per comprendere il funzionamento di un focolare, basta osservare l'accensione di un qualsiasi camino: solitamente si pongono alla base, della paglia e dei rametti piccoli, in modo da far prendere subito fuoco, man mano si aggiunge della legna sempre più grande (tutto questo andrà a condizionare il risultato finale). Il focolare può avare varie strutture di supporto  a cominciare da una semplice fossa, fino ad arrivare a strutture anche molto complesse; :naturalmente, le dimensioni e l'accessibilità sono elementi indicativi: il focolare può essere a piani, a fossa, con pietre, ognuno con differenti tipologie. Un focolare è costituito da una serie di fasi le quali producono certi effetti come: il calore, la luce, il fumo; le varie fasi del processo di combustione sono, appunto, quelle dell'irraggiamento, dello spegnimento, dello svuotamento e della ricarica (i resti del focolare che ritroviamo in uno scavo potrebbero appartenere ad uno di questi momenti, bisogna cercare di capire quale). La combustione produce, inoltre, delle alterazioni fisico-chimiche anche sul supporto: se questo è costituito da terreno argilloso, verrà cotto e, nel momento in cui non rimarrà più traccia del focolare, diventerà un indicatore di tale attività. Di notevole importanza è, poi, l'esatta comprensione della sequenza cenere-carbone, in casi particolari come i focolari multipli, in modo da non sbagliare il numero di questi (in seguito allo spegnimento del fuoco si trova la cenere in alto e il carbone in basso, ed seppellimento vi è un'inversione, il carbone torna in alto e la cenere va giù). La scelta del supporto è determinante nella produzione degli effetti del focolare, se, infatti, si fa riferimento ad un focolare su superficie piana, l'energia andrà verso l'esterno e, le alterazioni lasciate sul terreno; avranno forma piatta e lenticolare; nel caso di una fossa, invece, il bilancio energetico sarebbe differente poiché, le sue pareti, rifletterebbero il calore, l'alterazione inoltre sarebbe concava. Nel caso in cui il fuoco fosse stato acceso in prossimità di una parete rocciosa, il bilancio energetico cambierebbe nuovamente in quanto, ci sarebbe il riverbero dell'energia che dalla roccia torna verso l'esterno. In questo modo, anche il ruolo del vento sembra fondamentale per l'accensione del fuoco, attraverso accurate osservazioni, si può addirittura risalire alla direzione del vento al momento dell'accensione: questo ci fa capire quanta consapevolezza e conoscenza pirotecnica avesse l'uomo in quel momento. La produzione delle ceneri varia, in percentuale, a seconda delle parti della pianta utilizzate, solitamente sono le foglie a produrre più cenere, poi ci sono i rami ed anche la corteccia; il calcolo delle ceneri è utile nella determinazione del combustibile, mentre il colore delle ossa presenti in un focolare, ci aiuta a capire la temperatura raggiunta.
	Il focolare artigianale.  I focolari legati ad artigianali, sono strutture molto complesse, legate a vari elementi di termodinamica, in quanto l'uomo, durante la storia, ha elaborato sempre più complessi sistemi di controllo. Per le fornaci legate alla cottura della ceramica, esistono varie tipologie: la semplice, l'orizzontale, la verticale etc...; la sua struttura diviene tanto più complessa quanto più arduo è il lavoro che bisogna fare, in linea generale diciamo pure che per la cottura della ceramica richiede caratteristiche differenti dalla fusione dei metalli. Dallo studio dei focolari si può capire se il carbone è stato utilizzato come legno oppure se era già carbone; combustibile poteva essere messo in diverse posizioni rispetto alla struttura del forno, in modo che cambiasse anche il movimento dell'aria (se favorito crea, infatti, omogeneità del colore ed evita le macchie). Nell'età del Bronzo e anche del Ferro sono testimoniati dei bracieri portatili, legati probabilmente ad un discorso di tipo sociale, come l'esistenza d'artigiani itineranti; strutture particolari sono anche i fornelli, costituiti con materiale refrattario, come la ceramica o le pietre.
Per capire la relazione tra i vari tipi di focolare ed i risultati, gli effetti probabili, dobbiamo tenere conto di fattori come: illuminazione, riscaldamento, cottura (diretta o indiretta), disseccazione e vari tipi d'attività artigianali.

## Micro e macro fossili
Il nostro primario interesse ambientale negli studi sulle piante è tentare di ricostruire la vegetazione che gli uomini del passato possono aver incontrato in un particolare periodo di tempo e in un particolare luogo, ma non dobbiamo dimenticare che le piante costituiscono la base della catena alimentare terrestre. Le comunità vegetali presenti su una certa area in un certo periodo forniranno anche indizi circa la vita dell'uomo e degli altri animali in quell'area, perché riflettono anche le condizioni del suolo e del clima. Alcuni tipi di piante reagiscono in modo relativamente rapido ai cambiamenti climatici (sebbene meno rapidamente degli insetti, per esempio), e le variazioni latitudinali e altitudinali delle comunità vegetali costituiscono indicatori tra i più chiari dei cambiamenti climatici avvenuti nel corso dell'era glaciale.
In archeologia gli studi sulle piante sono sempre passati in secondo piano rispetto all'analisi faunistica, semplicemente perché negli scavi le ossa sono più evidenti dei resti vegetali: le ossa possono talvolta conservarsi meglio, ma di solito i resti vegetali sono presenti in numero maggiore. Negli ultimi decenni le piante sono finalmente giunte alla ribalta, grazie alla scoperta che alcune delle loro parti costitutive resistono alla decomposizione molto più di quanto si credesse, e che in realtà conservano un'enorme quantità di dati diversi che possono fornirci informazioni sulla vegetazione del passato. Come nel caso di molte delle specializzazioni cui l'archeologia può far ricorso, queste accurate analisi richiedono una grande disponibilità di tempo e denaro.
Alcune delle tecniche in grado di fornire più informazioni per una valutazione globale delle comunità vegetali in un particolare periodo si basano non sull'analisi dei resti di maggiori dimensioni, ma piuttosto su quella dei resti più piccoli, specialmente dei pollini.
Generalmente i resti vegetali che si studiano, si dividono in due grosse categorie: macro-resti e micro-resti accanto ai quali vi è una serie di altri documenti.
I macro-resti sono tutti quelli visibili ad occhio nudo, quali: resti lignei (studiati dalla Xilologia), cerchie di accrescimento (studiati dalla Dendrocronologia), frutti e semi (studiati dalla Carpologia), e altri resti come muschi, foglie, gemme, trucioli di legno.
I micro-resti sono quelli non visibili ad occhio nudo e per cui è necessaria la campionatura del sedimento; essi comprendono: pollini e spore (studiati dalla Palinologia), microcarboni, fitoliti (piccole particelle di silice, derivate dalle cellule delle piante, sopravvissute alla decomposizione o alla carbonizzazione di queste), diatomee (nella tassonomia vegetale, classe di alghe giallo-brune a cellule libere o in colonie con membrana silicizzata composta da due valve chiuse come una scatola).
Gli altri documenti che possono concorrere allo studio archeobotanico, sono quelli derivanti dalla Fitogeografia, dall'Etnobotanica (analisi dei resti vegetali nelle popolazioni attuali), dai testi antichi, dalla sperimentazione botanica, dai coproliti (escremento fossile, ricco specialmente di fosfati, usato in passato come fonte di fertilizzanti), dagli insetti (per cui esiste una disciplina a parte chiamata Acheo-entomologia) e da analisi chimiche (relative a residui organici, di cui è possibile ricostruirne lo spettro).

## Tecniche di campionamento
Nel caso particolare dei focolari, il campionamento risulta un sistema fondamentale per ricevere quante più informazioni è possibile, il metodo migliore è quello della campionatura a corone e settori circolari, in modo da avere come centro lo stesso focolare e seguire il campionamento dal centro alla periferia.
Su tale argomento si è costruito uno schema teorico: intorno ad un focolare di quattro persone si è supposta una differenziazione delle attività, a seconda della posizione assunta attorno al fuoco, così che l'esito di tale attività si disporrà in maniera particolare, vi sarà una zona di caduta, una di lancio indietro, una di lancio in avanti etc... (si potrà capire anche la direzione del vento). Solo un campionamento a corone e settori circolari ci avrebbe permesso di capire queste cose, con la semplice quadrettatura molto ci sarebbe sfuggito.

## Trattamento del sedimento e modalità di recupero
Diversi sono i sistemi di trattamento del sedimento, quello solitamente usato è il sistema della flottazione, un metodo di setacciatura ad acqua di una matrice (terreno archeologico), tramite il quale si possono isolare i resti più leggeri e più piccoli; esistono vari modi:
- Setacciatura a mano: sotto un getto d'acqua diretto oppure dentro una vasca insieme al terreno campionato.
- Setacciatura per flottazione: in un bidone con un setaccio e dell'acqua in modo che il materiale più leggero galleggi.
- Setacciatura per flottazione a macchina: in un bidone pieno d'acqua s'immette aria in modo da sminuzzare il sedimento; si utilizzano con tre maglie differenti con setacci di 5mm, 1mm, 0,5mm.
- Setacciatura per flottazione con acqua riciclata (un sistema creato da G. Hillman).

Dopo la setacciatura, bisogna recuperare il materiale e tarare il setaccio; il primo setaccio sarà a maglia molto stretta, in modo da capire di che tipo di resti si tratta, poi si useranno dei setacci mirati.
Solitamente, è bene utilizzare i tre setacci da 5mm, 1mm e 0,5mm (per i semi di piante infestanti).
Naturalmente, diversi saranno i risultati a seconda del sistema di setacciatura che utilizziamo per il recupero; alcuni studiosi hanno, infatti, cercato di capire la frequenza con la quale si ritrovano, in un contesto, i resti di una nuova specie. Sono state così costituite delle curve d'occorrenza, in modo da calibrare il nostro sistema di setacciatura, al fine di comprendere se il nostro campione può essere rappresentativo.